# Telenomus eumicrosmoides
Telenomus eumicrosmoides är en stekelart som beskrevs av Lars Huggert 1983. Telenomus eumicrosmoides ingår i släktet Telenomus, och familjen gallmyggesteklar. Arten är reproducerande i Sverige.